# Селезнёвка (Ленинский район)
Селезнёвка (до 1948 года Мама́т; укр. Селезнівка, крымскотат. Mamat, Мамат) — исчезнувшее село в Ленинском районе Республики Крым, располагавшееся в центре района, на Парпачском хребте, примерно в 4 км к юго-востоку от современного села Ленинское. Включено в состав села Дорошенково.

## История
Первое документальное упоминание села встречается в Камеральном Описании Крыма… 1784 года, судя по которому, в последний период Крымского ханства Мамат входил в Орта Керченский кадылык Кефинского каймаканства. После присоединения Крыма к России (8) 19 апреля 1783 года, (8) 19 февраля 1784 года, именным указом Екатерины II сенату, на территории бывшего Крымского Ханства была образована Таврическая область и деревня была приписана к Левкопольскому, а после ликвидации в 1787 году Левкопольского — к Феодосийскому уезду Таврической области. Перед Русско-турецкой войной 1787—1791 годов производилось выселение крымских татар из прибрежных селений во внутренние районы полуострова, в ходе которого в Маймат было переселено 7 человек. В конце войны, 14 августа 1791 года всем было разрешено вернуться на место прежнего жительства. После Павловских реформ, с 1796 по 1802 год, входила в Акмечетский уезд Новороссийской губернии. По новому административному делению, после создания 8 (20) октября 1802 года Таврической губернии, Мамат был включён в состав Кадыкелечинской волости Феодосийского уезда.
По Ведомости о числе селений, названиях оных, в них дворов… состоящих в Феодосийском уезде от 14 октября 1805 года, в деревне Мамат числилось 7 дворов и 63 жителя. На военно-топографической карте генерал-майора Мухина 1817 года деревня Мамат обозначена также с 7 дворами. После реформы волостного деления 1829 года Мушам Тайгуч, согласно «Ведомости о казённых волостях Таврической губернии 1829 года», отнесли к Чалтемирской волости (переименованной из Кадыкелечинской). На карте 1836 года в деревне 10 дворов, а на карте 1842 года Мамат обозначен условным знаком «малая деревня» (это означает, что в нём насчитывалось менее 5 дворов).
В 1860-х годах, после земской реформы Александра II, деревню приписали к Сарайминской волости. Согласно «Списку населённых мест Таврической губернии по сведениям 1864 года», составленному по результатам VIII ревизии 1864 года, Мамат — владельческая татарская деревня с 16 дворами, 82 жителями и мечетью при колодцах. По обследованиям профессора А. Н. Козловского начала 1860-х годов, в селении колодцы были глубиной от 2 до 5 саженей (от 4 до 10 м), все с солёной водой. Также имелись непересыхющие ауты (Аут — небольшой пруд в степном Крыму, наполнявшийся дождевой и талой водой). На трёхверстовой карте Шуберта 1865—1876 годов в деревне Мамат обозначено 14 дворов.
По «Памятной книге Таврической губернии 1889 года», включившей результаты Х ревизии 1887 года, в деревнях Джавтебе и Мамат Петровской волости вместе числилось 44 двора и 253 жителя. По «…Памятной книжке Таврической губернии на 1892 год» в Мамате, входившем в Ташлыярское сельское общество, числилось 26 жителей в 2 домохозяйствах, а в безземельном Мамате, не входившем в сельское общество — 65 жителей, домохозяйств не имеющих. По «…Памятной книжке Таврической губернии на 1902 год» в деревне Мамат, входившей в Ташлыярское сельское общество, числилось 78 жителей в 14 домохозяйствах. По Статистическому справочнику Таврической губернии. Ч.II-я. Статистический очерк, выпуск пятый Феодосийский уезд, 1915 год, в деревне Мамат Петровской волости Феодосийского уезда числилось 18 дворов (4 двора с землёй, 14 — безземельные) с татарским населением в количестве 70 человек приписных жителей и 7 «посторонних», из которых 46 мужчин и 31 женщина. Жители владели 514 десятинами удобной земли. В хозяйствах имелось 47 лошадей, 40 волов, 38 коров и 570 голов овец, свиней, или коз.
После установления в Крыму Советской власти, по постановлению Крымревкома, 25 декабря 1920 года был образован Керченский (степной) уезд, а, постановлением ревкома № 206 «Об изменении административных границ» от 8 января 1921 года была упразднена волостная система и село вошло в состав Петровского района Керченского уезда, а в 1922 году уезды получили название округов. 11 октября 1923 года, согласно постановлению ВЦИК, в административное деление Крымской АССР были внесены изменения, в результате которых округа были отменены, Керченский округ слили с Феодосийским, Петровский район упразднили, влив в Керченский район. Согласно Списку населённых пунктов Крымской АССР по Всесоюзной переписи 17 декабря 1926 года, в селе Мамат, Кара-Сиджеутского сельсовета Керченского района, числилось 25 дворов, все крестьянские, население составляло 108 человек, все татары, действовала татарская школа I ступени (пятилетка). Постановлением ВЦИК «О реорганизации сети районов Крымской АССР» от 30 октября 1930 года (по другим сведениям 15 сентября 1931 года) Керченский район упразднили и село включили в состав Ленинского. На подробной карте РККА Керченского полуострова 1941 года в Мамате обозначено 22 двора.
В 1944 году, после освобождения Крыма от фашистов, согласно Постановлению ГКО СССР № 5859 от 11 мая 1944 года, 18 мая крымские татары были депортированы в Среднюю Азию. С 25 июня 1946 года Мамат в составе Крымской области РСФСР Указом Президиума Верховного Совета РСФСР от 18 мая 1948 года Мамат переименовали в Селезнёвку. 26 апреля 1954 года Крымская область была передана из состава РСФСР в состав УССР. Время включения в Дорошенковский сельский совет пока не установлено: на 15 июня 1960 года село уже числилось в его составе. К 1968 году Селезнёвку присоединили к селу Дорошенково (согласно справочнику «Крымская область. Административно-территориальное деление на 1 января 1968 года» — в период с 1954 по 1968 годы); фактически это было связано с переселением населения из санитарной зоны Юзмакского водохранилища, поскольку сёла находились на расстоянии свыше 1,5 км друг от друга.

### Динамика численности населения
| - 1805 год — 63 чел. - 1864 год — 82 чел. - 1889 год — 253 чел. - 1892 год — 81 чел. | - 1902 год — 78 чел. - 1915 год — 70/7 чел. - 1926 год — 108 чел. |